# Gadsden (Karolina Południowa)
Gadsden – jednostka osadnicza w Stanach Zjednoczonych, w stanie Karolina Południowa, w hrabstwie Richland.